# Campionato mondiale di Formula 1 1986

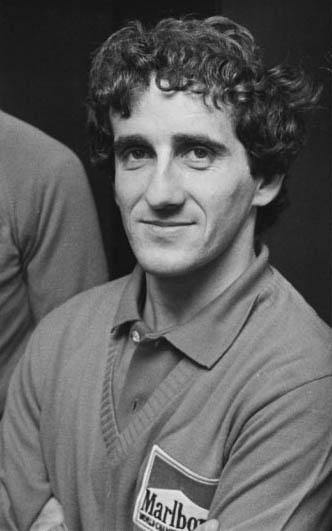
Alain Prost ha vinto il suo secondo titolo piloti consecutivo, guidando per la.

La stagione 1986 del Campionato Mondiale di Formula 1 è stata, nella storia della categoria, la 37ª ad assegnare il campionato piloti, vinto da Alain Prost, e la 29ª ad assegnare il campionato costruttori, vinto dalla Williams - Honda. È iniziata il 23 marzo e terminata il 26 ottobre, dopo 16 gare.

## La pre-stagione

### Calendario
Le tappe previste per il 1986 rimasero 16 come l'anno precedente, ma vi furono diversi cambiamenti nel calendario: uscirono di scena infatti l'Europa, l'Olanda, a causa delle numerose lamentele degli abitanti nella zona del Circuito di Zandvoort per la rumorosità delle vetture, e soprattutto il Sudafrica, in seguito alle proteste contro il regime dell'Apartheid, che già nel 1985 avevano portato al boicottaggio della gara da parte di alcuni team. Per contro fece il suo debutto il Gran Premio d'Ungheria sul circuito dell'Hungaroring a Mogyoród, nei pressi di Budapest: si trattò di una novità importante per l'epoca poiché fu la prima gara di F1 disputata in un paese aderente al Patto di Varsavia. Vi fu inoltre il ritorno di altri due Gran Premi: il GP di Spagna, che mancava dal 1981, previsto ora sul nuovo Circuito di Jerez de la Frontera, nei pressi di Cadice, e il Messico, che tornò dopo ben 16 anni, mantenendo la storica sede dell'Autodromo Hermanos Rodriguez a Città del Messico. Infine il Gran Premio di Gran Bretagna tornò a disputarsi per l'ultima volta sul Circuito di Brands Hatch, dopo 10 anni di alternanza con il Circuito di Silverstone che, dall'anno successivo diventerà la sede definitiva della gara inglese. 
| Gara | Nome ufficiale del gran premio | Circuito                         | Sede                      | Data         | Ora    | Ora   | Ora   | Diretta TV             |
| Gara | Nome ufficiale del gran premio | Circuito                         | Sede                      | Data         | Locale | UTC   | ITA   | Diretta TV             |
| ---- | ------------------------------ | -------------------------------- | ------------------------- | ------------ | ------ | ----- | ----- | ---------------------- |
| 1    | Grande Prêmio do Brasil        | Circuito di Jacarepaguá          | Rio de Janeiro            | 23 marzo     | 13:00  | 16:00 | 17:00 | Rai 2 / Telemontecarlo |
| 2    | Gran Premio Tio Pepe de España | Circuito di Jerez de la Frontera | Jerez de la Frontera      | 13 aprile    | 14:30  | 13:30 | 14:30 | Rai 2 / Telemontecarlo |
| 3    | Gran Premio di San Marino      | Autodromo Dino Ferrari           | Imola                     | 27 aprile    | 14:30  | 13:30 | 14:30 | Rai 2 / Telemontecarlo |
| 4    | Grand Prix de Monaco           | Circuito di Monte Carlo          | Monte Carlo               | 11 maggio    | 15:30  | 14:30 | 15:30 | Rai 2 / Telemontecarlo |
| 5    | Grand Prix de Belgique         | Circuito di Spa-Francorchamps    | Francorchamps             | 25 maggio    | 14:30  | 13:30 | 14:30 | Rai 2 / Telemontecarlo |
| 6    | Grand Prix Labatt du Canada    | Circuit Gilles Villeneuve        | Montréal                  | 15 giugno    | 13:00  | 18:00 | 19:00 | Rai 2 / Telemontecarlo |
| 7    | United States Grand Prix       | Circuito di Detroit              | Detroit                   | 22 giugno    | 13:15  | 18:15 | 19:15 | Rai 2 / Telemontecarlo |
| 8    | Grand Prix de France           | Circuito Paul Ricard             | Le Castellet              | 6 luglio     | 14:30  | 13:30 | 14:30 | Rai 2 / Telemontecarlo |
| 9    | Shell Oils British Grand Prix  | Circuito di Brands Hatch         | West Kingsdown            | 13 luglio    | 14:45  | 14:45 | 15:45 | Rai 2 / Telemontecarlo |
| 10   | Großer Preis von Deutschland   | Hockenheimring                   | Hockenheim                | 27 luglio    | 14:30  | 13:30 | 14:30 | Rai 2 / Telemontecarlo |
| 11   | Hungarian Grand Prix           | Hungaroring                      | Mogyoród                  | 10 agosto    | 14:30  | 13:30 | 14:30 | Rai 2 / Telemontecarlo |
| 12   | Großer Preis von Österreich    | Österreichring                   | Spielberg bei Knittelfeld | 17 agosto    | 14:30  | 13:30 | 14:30 | Rai 2 / Telemontecarlo |
| 13   | Gran Premio d'Italia           | Autodromo nazionale di Monza     | Monza                     | 7 settembre  | 15:00  | 14:00 | 15:00 | Rai 2 / Telemontecarlo |
| 14   | Grande Prémio de Portugal      | Circuito di Estoril              | Cascais                   | 21 settembre | 14:30  | 14:30 | 15:30 | Rai 2 / Telemontecarlo |
| 15   | Gran Premio de México          | Autodromo Hermanos Rodríguez     | Città del Messico         | 12 ottobre   | 13:00  | 19:00 | 20:00 | Rai 2 / Telemontecarlo |
| 16   | Foster's Australian Grand Prix | Circuito di Adelaide             | Adelaide                  | 26 ottobre   | 15:00  | 04:30 | 05:30 | Rai 2                  |

## Regolamento tecnico
- I motori turbo di fatto diventano gli unici utilizzabili. Il regolamento infatti prevede un limite di cilindrata di soli 1500 cm³ per tutti i motori e con "sovralimentazione ammessa".
- Il limite di benzina per la gara è abbassato a 195 litri contro i 220 del 1984-85.
- Viene ritoccato anche il regolamento per alcune parti aerodinamiche, in particolare per le prese aria dei freni anteriori, diventate nel corso del 1985 delle e vere proprie carenature delle ruote.

## Scuderie e piloti
I seguenti piloti e costruttori presero parte al campionato del mondo di Formula 1 nella stagione 1986.
| Team                            | Costruttore | Telai             | Motore                      | Gomme | No | Piloti             | GP          |
| ------------------------------- | ----------- | ----------------- | --------------------------- | ----- | -- | ------------------ | ----------- |
| Marlboro McLaren International  | McLaren     | MP4/2C            | TAG Porsche TTE PO1         | G     | 1  | Alain Prost        | Tutti       |
| Marlboro McLaren International  | McLaren     | MP4/2C            | TAG Porsche TTE PO1         | G     | 2  | Keke Rosberg       | Tutti       |
| Tyrrell Racing Organisation     | Tyrrell     | 014 015           | Renault EF4B Renault EF15   | G     | 3  | Martin Brundle     | Tutti       |
| Tyrrell Racing Organisation     | Tyrrell     | 014 015           | Renault EF4B Renault EF15   | G     | 4  | Philippe Streiff   | Tutti       |
| Williams Grand Prix Engineering | Williams    | FW11              | Honda RA166E                | G     | 5  | Nigel Mansell      | Tutti       |
| Williams Grand Prix Engineering | Williams    | FW11              | Honda RA166E                | G     | 6  | Nelson Piquet      | Tutti       |
| Motor Developments Racing       | Brabham BMW | BT54 BT55         | BMW M12/13                  | P     | 7  | Riccardo Patrese   | Tutti       |
| Motor Developments Racing       | Brabham BMW | BT54 BT55         | BMW M12/13                  | P     | 8  | Elio De Angelis    | 1-4         |
| Motor Developments Racing       | Brabham BMW | BT54 BT55         | BMW M12/13                  | P     | 8  | Derek Warwick      | 5-16        |
| RAM Racing for Australia        | RAM         | 03B               | Hart 415T                   | P     | 9  | Mike Thackwell     | ---         |
| John Player Special Team Lotus  | Lotus       | 98T               | Renault EF15B               | G     | 11 | Johnny Dumfries    | Tutti       |
| John Player Special Team Lotus  | Lotus       | 98T               | Renault EF15B               | G     | 12 | Ayrton Senna       | Tutti       |
| West Zakspeed Formula Racing    | Zakspeed    | 861               | Zakspeed 1500/4             | G     | 14 | Jonathan Palmer    | Tutti       |
| West Zakspeed Formula Racing    | Zakspeed    | 861               | Zakspeed 1500/4             | G     | 29 | Huub Rothengatter  | 3-16        |
| Team Beatrice Haas              | Lola        | THL1 THL2         | Hart 415T Ford Cosworth GBA | G     | 15 | Alan Jones         | Tutti       |
| Team Beatrice Haas              | Lola        | THL1 THL2         | Hart 415T Ford Cosworth GBA | G     | 16 | Patrick Tambay     | 1-6, 8-16   |
| Team Beatrice Haas              | Lola        | THL1 THL2         | Hart 415T Ford Cosworth GBA | G     | 16 | Eddie Cheever      | 7           |
| Arrows Racing Team              | Arrows      | A8 A9             | BMW M12/13                  | G     | 17 | Marc Surer         | 1-5         |
| Arrows Racing Team              | Arrows      | A8 A9             | BMW M12/13                  | G     | 17 | Christian Danner   | 7-16        |
| Arrows Racing Team              | Arrows      | A8 A9             | BMW M12/13                  | G     | 18 | Thierry Boutsen    | Tutti       |
| Benetton Formula                | Benetton    | B186              | BMW M12/13                  | P     | 19 | Teo Fabi           | Tutti       |
| Benetton Formula                | Benetton    | B186              | BMW M12/13                  | P     | 20 | Gerhard Berger     | Tutti       |
| Osella Squadra Corse            | Osella      | FA1/F FA1/G FA1/H | Alfa Romeo 890T             | P     | 21 | Piercarlo Ghinzani | Tutti       |
| Osella Squadra Corse            | Osella      | FA1/F FA1/G FA1/H | Alfa Romeo 890T             | P     | 22 | Christian Danner   | 1-6         |
| Osella Squadra Corse            | Osella      | FA1/F FA1/G FA1/H | Alfa Romeo 890T             | P     | 22 | Allen Berg         | 7-12, 14-16 |
| Osella Squadra Corse            | Osella      | FA1/F FA1/G FA1/H | Alfa Romeo 890T             | P     | 22 | Alex Caffi         | 13          |
| Minardi Team                    | Minardi     | M185B M186        | Motori Moderni 615-90       | P     | 23 | Andrea De Cesaris  | Tutti       |
| Minardi Team                    | Minardi     | M185B M186        | Motori Moderni 615-90       | P     | 24 | Alessandro Nannini | Tutti       |
| Equipe Ligier                   | Ligier      | JS27B             | Renault EF4B                | P     | 25 | René Arnoux        | Tutti       |
| Equipe Ligier                   | Ligier      | JS27B             | Renault EF4B                | P     | 26 | Jacques Laffite    | 1-9         |
| Equipe Ligier                   | Ligier      | JS27B             | Renault EF4B                | P     | 26 | Philippe Alliot    | 10-16       |
| Scuderia Ferrari SEFAC          | Ferrari     | F1/86             | Ferrari 031                 | G     | 27 | Michele Alboreto   | Tutti       |
| Scuderia Ferrari SEFAC          | Ferrari     | F1/86             | Ferrari 031                 | G     | 28 | Stefan Johansson   | Tutti       |
| Swedish Ekström F1              | Ekström     | GP86-01           | Motori Moderni 615-90       | P     | 30 | Mauro Baldi        | ---         |
| AGS Jolly Club                  | AGS         | JH21C             | Motori Moderni 615-90       | P     | 31 | Ivan Capelli       | 13-14       |

## Riassunto della stagione

### Gran Premio del Brasile
Dopo avere dominato, col nuovo motore Honda, le ultime gare del 1985, e avere ingaggiato per il 1986 il due volte campione del mondo Nelson Piquet, la Williams si presentava come favorita; tuttavia la squadra di Didcot doveva fare a meno del suo patron Frank, in ospedale dopo un gravissimo incidente stradale che lo costringerà per sempre su una sedia a rotelle.
Vi era grande attesa anche per l'innovativa Brabham BT55, soprannominata "sogliola", progettata da Gordon Murray e guidata da Riccardo Patrese ed Elio De Angelis. La vettura però si rivelò un disastro, e a maggio il pilota romano addirittura trovò la morte in un test privato.
La stagione si aprì a Jacarepaguà con Senna in pole position sulla Lotus-Renault, seguito dalle Williams-Honda di Piquet e Mansell e dalle Ligier-Renault gommate Pirelli di Arnoux e Laffite. In gara, Mansell andò a sbattere al primo giro tentando di superare Senna. Vinse Piquet, davanti a Senna, Laffite e Arnoux. Il campione in carica Prost, partito nono, arrivò fino in testa prima di ritirarsi col motore fuori uso, in uno dei pochi guasti meccanici per la McLaren in questa stagione; fuori per noie tecniche anche le due Ferrari di Alboreto e Johansson.

### Gran Premio di Spagna
Dopo 5 anni, la Formula 1 ritornava in Spagna sul circuito di Jerez de la Frontera da poco inaugurato. In prova, Senna ottenne nuovamente la pole davanti a Piquet, Mansell, Prost e Rosberg. La gara fu una lotta che vide protagonisti Senna e Mansell; l'inglese superava il brasiliano al 39° dei 72 giri, ma a 10 giri dalla fine doveva lasciar passare sia Senna sia Prost.  Mansell allora tentò il tutto per tutto cambiando un'altra volta le gomme; rientrava terzo a 20 secondi dalla testa, ma in 9 giri prima superava Prost in crisi di carburante, e poi arrivava sul traguardo praticamente appaiato a Senna, anche se dietro per pochi millesimi.

### Gran Premio di San Marino

Prost festeggia la vittoria a Imola, tra il secondo classificato e rivale al titolo Nelson Piquet (a sinistra) e il terzo classificato Gerhard Berger (a destra).

A Imola si preannunciava, come già l'anno precedente, una gara difficile per i consumi. Ancora una volta era Senna in pole davanti a Piquet e Mansell. L'inglese ruppe presto il motore, e Senna il cuscinetto di una ruota poco dopo. Prost andò in testa davanti a Piquet e Rosberg dopo i cambi gomme; il finlandese rimase senza benzina, come anche Boutsen, Surer e Ghinzani. Lo stesso Prost restava a secco nel corso dell'ultimo giro, ma riuscì zigzagando a recuperare le ultime gocce di carburante per arrivare in fondo; tagliò il traguardo insieme a lui Berger che, terzo e doppiato, rallentava rimanendo dietro al francese per non dover fare un altro giro. Secondo fu Piquet.

### Gran Premio di Monaco
A Montecarlo fu dominio McLaren, con Prost che vinse e Rosberg secondo; il francese si aggiudicò anche la pole position (la sua prima e unica dell'anno) e il giro più veloce. Senna, che era stato in testa per alcuni giri, fu terzo, Mansell quarto e Piquet solo settimo.
Questa fu l'ultima corsa per Elio De Angelis. Pochi giorni dopo, al circuito Paul Ricard, in una sessione di test privati la sua Brabham uscì di strada per la rottura dell'alettone posteriore, si capottò più volte e infine si schiantò contro un albero prendendo fuoco. Il servizio antincendio era pressoché inesistente, e il pilota romano morì poi in ospedale sopraffatto dai fumi tossici inalati nell'incendio della sua vettura.

### Gran Premio del Belgio
Alla gara seguente, disputatasi a Spa-Francorchamps, la Brabham corse col solo Patrese (arrivato ottavo). In prova ottimo secondo tempo di Gerhard Berger con la Benetton-BMW; alla prima curva l'austriaco strinse Senna e Prost, che erano appaiati, provocando un incidente: il francese dovette cambiare il musetto e fare una gara di rimonta, conclusasi col sesto posto. Piquet, partito in pole, ruppe il turbo; vinse Mansell, seguito da Senna e dalle nuovamente competitive Ferrari di Johansson e Alboreto.

### Gran Premio del Canada
Il Gran Premio del Canada vide il debutto di Derek Warwick sulla Brabham che era del compianto De Angelis. Nel warm-up, Patrick Tambay ebbe un incidente per un problema alla sospensione della sua Lola; infortunato, saltò questo Gran Premio e il seguente. Mansell partì in pole e vinse dopo aver condotto in testa la maggior parte della gara, salvo essere per poco superato da Rosberg, che dovette però farsi da parte per problemi di consumo, in una lotta con Prost, Piquet e Senna per le posizioni di rincalzo, che videro alla fine il francese davanti a Piquet, Rosberg e Senna.

### Gran Premio degli Stati Uniti

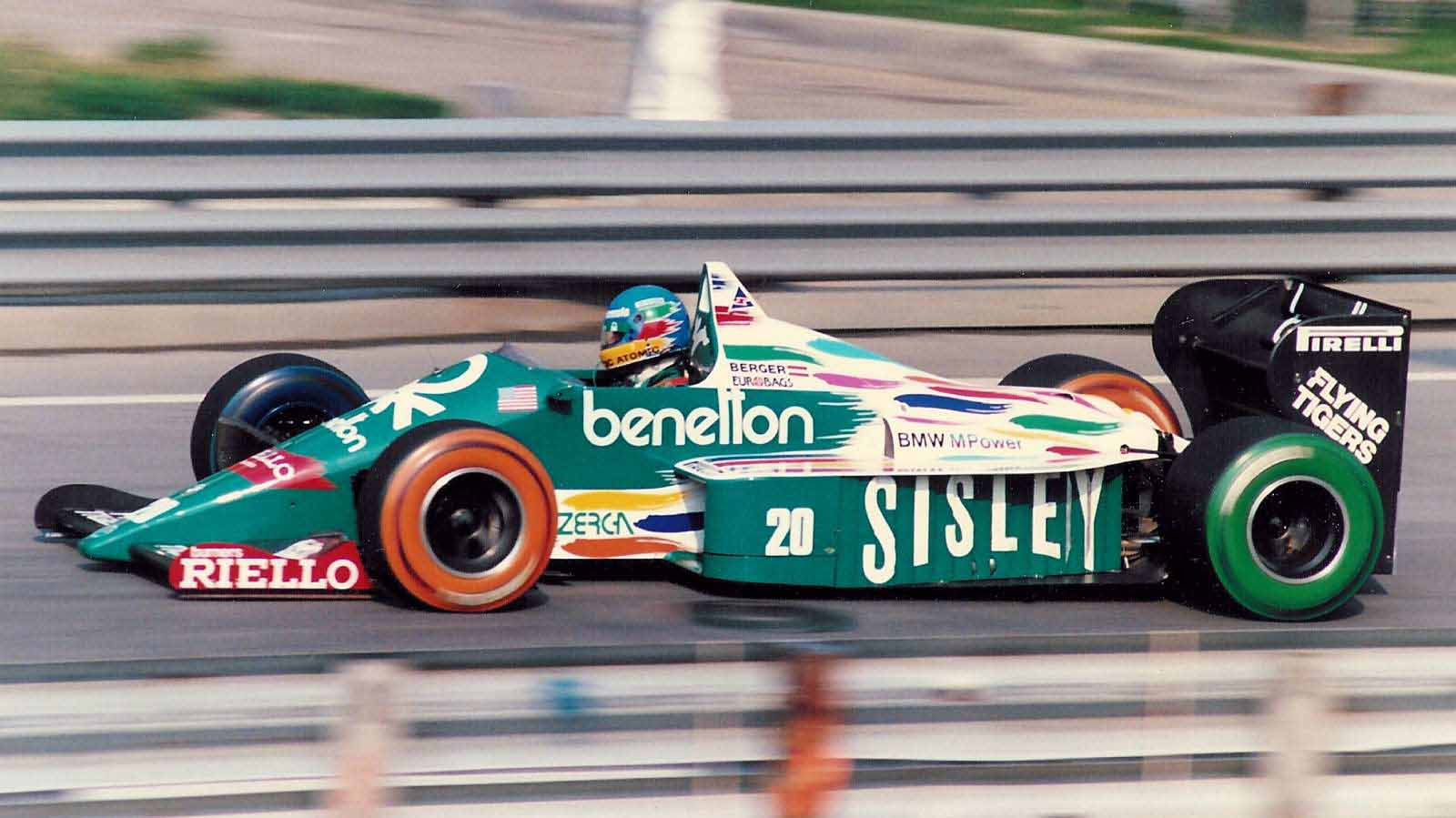
Berger impegnato con la sua a Detroit.

Il Gran Premio di Detroit vide il ritorno di Eddie Cheever, alla sua unica apparizione stagionale, sulla Lola al posto di Tambay; si qualificò decimo con 2"8 sul compagno Jones, ma in gara fu costretto al ritiro. Senna partì in testa dalla pole, ma venne impensierito prima da Mansell, poi dal duo Ligier Laffite-Arnoux, complice una foratura del brasiliano. Dopo i cambi gomme, però, Senna riprese il comando per non lasciarlo più, mentre le Ligier e le Williams rimanevano indietro. Piquet si ritirò per incidente; la sua Williams incidentata rimaneva in posizione pericolosa, e veniva colpita da Arnoux, il quale, cercando di rientrare in pista, metteva fuori gioco anche Boutsen. Laffite rimontò fino al secondo posto, anche grazie ai problemi di accensione di Prost, che chiuse terzo.

### Gran Premio di Francia
Si andò quindi in Francia, su un Castellet rivisto e drasticamente accorciato dopo l'incidente mortale occorso a Elio De Angelis in maggio.
Senna era ancora in pole, ma finì fuori pista dopo pochi giri scivolando sull'olio lasciato dalla Minardi di De Cesaris. Mansell, partito secondo, andò a vincere senza problemi, con le due McLaren a inseguire. Secondo fu Prost, terzo Piquet che riusciva a superare Rosberg (quarto) nonostante problemi elettrici. Ancora competitive le due Ligier, con Arnoux quinto (dopo essere stato anche secondo nelle prime fasi di gara) e Laffite sesto.

### Gran Premio di Gran Bretagna

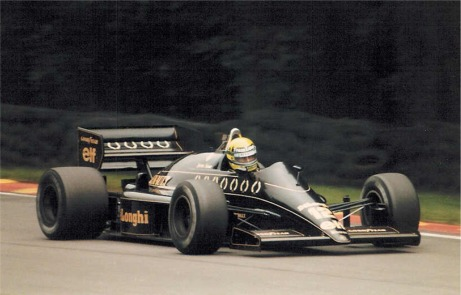
Ayrton Senna su a Brands Hatch.

A Brands Hatch vi fu un grave incidente alla partenza, con Boutsen che andò a sbattere in mezzo al gruppo, tagliando la strada a Johansson che spinse così Laffite contro le barriere. Con questa corsa il francese uguagliava il record di presenze in Formula 1 di Graham Hill (176), ma fu per lui anche la fine della carriera, per via delle gravi fratture alle gambe riportate. Il gran premio ripartì quasi un'ora e mezzo dopo; Mansell prese il via col muletto, dopo avere avuto problemi alla prima partenza. La gara fu un duello tra l'inglese (che vinse davanti al suo pubblico) e Piquet, con le Williams che doppiarono tutti, proprio davanti al patron Frank Williams, che ritornava finalmente nel paddock dopo il grave incidente stradale subito in inverno. Prost finì terzo, con un cambio gomme in meno di Arnoux, quarto; Senna si ritirò per un guasto al cambio.

### Gran Premio di Germania
A Hockenheim la Honda annunciò che nel 1987 avrebbe fornito i motori anche alla Lotus, oltre che alla Williams, e che Senna sarebbe stato affiancato dal debuttante giapponese Satoru Nakajima. La prima fila era tutta McLaren con in pole Rosberg, che contestualmente annunciò il ritiro dalle corse al termine della stagione. In gara però dominò Piquet, con Senna secondo, e Mansell, terzo, con problemi di assetto. Entrambe le McLaren finirono la benzina all'ultimo giro; a Prost, in particolare, si spense il motore a pochi metri dall'arrivo; il campione del mondo scese dalla macchina e cercò disperatamente, ma invano, di spingerla fin sulla linea del traguardo. Rosberg e Prost, a pieni giri al momento del ritiro, vennero perciò classificati come primi fra i doppiati, rispettivamente quinto e sesto, dietro anche ad Arnoux, che da questa gara aveva Philippe Alliot come compagno di squadra al posto dello sfortunato Laffite.

### Gran Premio d'Ungheria
Due settimane dopo, la Formula 1 si recava per la prima volta in un paese dell'Est Europeo, per il Gran Premio d'Ungheria, sul nuovo circuito dell'Hungaroring, particolarmente tortuoso e con poco spazio per superare. Oltre duecentomila spettatori assistettero alla gara, che si concluse al limite delle due ore e vide la vittoria di Nelson Piquet dopo una battaglia con Senna culminata con un sorpasso spettacolare del carioca sul paulista. Terzo fu Mansell, anche se staccato di un giro, davanti alla Ferrari di Johansson e alla Lotus di Dumfries, al suo miglior risultato in carriera; ritirate entrambe le McLaren. Dopo questa gara, i quattro piloti che si giocavano il titolo erano racchiusi in soli 11 punti: nell'ordine, Mansell, Senna, Piquet e Prost.

### Gran Premio d'Austria
In Austria, le Benetton-BMW di Teo Fabi e Gerhard Berger conquistarono la prima fila e partirono subito in testa, salvo poi avere problemi meccanici che costrinsero l'italiano al ritiro e l'austriaco fuori dai punti. Si ritirarono anche Senna (accensione), Mansell (differenziale) e Piquet (surriscaldamento), col risultato che Prost andò a vincere indisturbato doppiando tutti e rilanciandosi così nella corsa al mondiale. Sul podio anche Alboreto e Johansson su Ferrari, davanti a Jones e Tambay su Lola; fu il miglior risultato stagionale per entrambe queste squadre.

### Gran Premio d'Italia

Il vincitore Piquet e, alla sua destra, il secondo classificato Nigel Mansell festeggiano la doppietta a Monza.

Il weekend di Monza fu contrassegnato dall'annuncio del clamoroso passaggio del progettista John Barnard dalla McLaren alla Ferrari. Sulla griglia di partenza Fabi e Prost, i piloti in prima fila, ebbero entrambi problemi meccanici all'inizio del giro di ricognizione; ma mentre Fabi riuscì ad avviarsi e a partire in coda al gruppo, Prost corse ai box dai quali partì con il muletto: questa manovra gli valse la squalifica; il francese ruppe tuttavia il motore subito dopo aver ricevuto bandiera nera. Senna fu subito fuori con la frizione rotta; vinse Piquet, in rimonta su Mansell, secondo, con Johansson terzo su Ferrari; anche Alboreto era stato nelle prime posizioni, ma fu prima rallentato da un testacoda, poi eliminato dalla rottura del motore.

### Gran Premio del Portogallo
A Estoril, la Renault e la Pirelli annunciarono il ritiro dalla Formula 1 alla fine della stagione, mentre la Ferrari ufficializzò l'ingaggio di Gerhard Berger dalla Benetton, come compagno di Alboreto per il 1987. La gara fu un monologo di Mansell; Senna, partito in pole e avviato verso un tranquillo secondo posto, finì la benzina all'ultimo giro e si classificò quarto, dietro anche a Prost e Piquet nell'ordine.
A questo punto, a due gare dal termine, Mansell appariva come il grande favorito per il titolo con i suoi 70 punti, davanti a Piquet con 60 e Prost con 59. Senna, a 51, era già matematicamente tagliato fuori. Negli ultimi due Gran Premi gli pneumatici giocarono un ruolo determinante.

### Gran Premio del Messico
La Formula 1 tornava in Messico dopo 16 anni, sul rinnovato circuito di Città del Messico, dal fondo stradale sconnesso. Mentre Prost, Senna (partito in pole), Piquet e Mansell (autore di una brutta partenza) andavano in crisi con le loro gomme Goodyear e si fermavano più volte a cambiarle, Gerhard Berger, con la Benetton gommata Pirelli, fece tutta la gara senza pit-stop e andò a vincere la corsa (prima vittoria sia per lui sia per la Benetton), presentandosi nel migliore dei modi alla Ferrari per l'anno venturo. Secondo fu Prost, davanti a Senna e alle Williams di Piquet e Mansell, entrambi doppiati: il pilota della McLaren si rimetteva così in corsa per il mondiale, quando mancava una gara alla fine.

### Gran Premio d'Australia
Ad Adelaide, quindi, erano tre i piloti a giocarsi il titolo, con Mansell a quota 70 punti, Prost a 64 e Piquet a 63. L'inglese, a cui bastava un terzo posto per diventare campione, ottenne anche la pole davanti a Piquet, Senna e Prost. La mescola di gomme portata dalla Goodyear avrebbe dovuto permettere, stando alla casa di Akron, di disputare tutta la gara senza fermarsi ai box. In partenza fu Senna ad avere lo spunto migliore, ma durò poco: dopo essere scivolato indietro, il brasiliano ruppe il motore a circa metà gara.
Piquet prese la testa della corsa nei primi giri, ma fu presto superato da Rosberg (alla sua ultima gara in Formula 1); Prost intanto superava Mansell e si metteva in caccia di Piquet, che però faceva un testacoda e rientrava dietro anche a Mansell. Il campione uscente intanto subiva una foratura ed era costretto a rientrare ai box, dove cambiò tutte e quattro le gomme: questa mossa fu per lui decisiva. Infatti, mentre Piquet aveva intanto superato Mansell e Prost si era avvicinato alle due Williams, il leader della corsa Rosberg era costretto al ritiro con una gomma dechappata: era chiaro a quel punto che le gomme Goodyear non erano in grado di resistere per tutta la gara.
Infatti, dopo due giri a Mansell scoppiò una gomma in pieno rettilineo e per l'inglese fu costretto il ritiro. A questo punto la Williams si vedeva costretta a richiamare ai box Piquet, lasciando così via libera a Prost, che vinse corsa e campionato, davanti a Piquet e a Johansson, alla sua ultima corsa in Ferrari. L'altra Ferrari di Alboreto si era ritirata per un contatto in partenza. Chiusero la zona punti Brundle e Streiff su Tyrrell e Dumfries su Lotus, all'ultima corsa del suo unico anno in Formula 1.
Prost riuscì così a diventare campione del mondo per il secondo anno consecutivo, seppur in maniera rocambolesca, con 72 punti validi (su 74 totali) diventando il primo pilota a difendere il titolo mondiale dal 1960 L'ultimo pilota di Formula 1 che era stato capace di difendere il titolo piloti era stato Jack Brabham, che aveva vinto i mondiali 1959 e 1960, seguito da Mansell con 70 (su 72 totali), Piquet con 69, Senna con 55, quindi Johansson, Rosberg e Berger.  Il campionato costruttori fu vinto con largo margine dalla Williams (141 punti) davanti a McLaren (96), Lotus (58), Ferrari (37), Ligier (29) e Benetton (19). Bisognerà attendere 21 anni per vedere un campionato con tre piloti in lizza all'ultima gara: e anche nel 2007, la rivalità tra due compagni di squadra (Fernando Alonso e Lewis Hamilton) finirà col favorire il terzo incomodo (Kimi Räikkönen).

## Risultati
| N° | Gara                           | Circuito                         | Pole position | Giro più veloce | Pilota vincitore | Costruttore           | Resoconto |
| -- | ------------------------------ | -------------------------------- | ------------- | --------------- | ---------------- | --------------------- | --------- |
| 1  | Gran Premio del Brasile        | Circuito di Jacarepaguá          | Ayrton Senna  | Nelson Piquet   | Nelson Piquet    | Williams - Honda      | Resoconto |
| 2  | Gran Premio Tio Pepe de España | Circuito di Jerez de la Frontera | Ayrton Senna  | Nigel Mansell   | Ayrton Senna     | Lotus - Renault       | Resoconto |
| 3  | Gran Premio di San Marino      | Autodromo Dino Ferrari           | Ayrton Senna  | Nelson Piquet   | Alain Prost      | McLaren - TAG Porsche | Resoconto |
| 4  | Gran Premio di Monaco          | Circuito di Monte Carlo          | Alain Prost   | Alain Prost     | Alain Prost      | McLaren - TAG Porsche | Resoconto |
| 5  | Gran Premio del Belgio         | Circuito di Spa-Francorchamps    | Nelson Piquet | Alain Prost     | Nigel Mansell    | Williams - Honda      | Resoconto |
| 6  | Gran Premio del Canada         | Circuit Gilles Villeneuve        | Nigel Mansell | Nelson Piquet   | Nigel Mansell    | Williams - Honda      | Resoconto |
| 7  | Gran Premio di Detroit         | Circuito di Detroit              | Ayrton Senna  | Nelson Piquet   | Ayrton Senna     | Lotus - Renault       | Resoconto |
| 8  | Gran Premio di Francia         | Circuito Paul Ricard             | Ayrton Senna  | Nigel Mansell   | Nigel Mansell    | Williams - Honda      | Resoconto |
| 9  | Gran Premio di Gran Bretagna   | Circuito di Brands Hatch         | Nelson Piquet | Nigel Mansell   | Nigel Mansell    | Williams - Honda      | Resoconto |
| 10 | Gran Premio di Germania        | Hockenheimring                   | Keke Rosberg  | Gerhard Berger  | Nelson Piquet    | Williams - Honda      | Resoconto |
| 11 | Hungarian Grand Prix           | Hungaroring                      | Ayrton Senna  | Nelson Piquet   | Nelson Piquet    | Williams - Honda      | Resoconto |
| 12 | Gran Premio d'Austria          | Österreichring                   | Teo Fabi      | Gerhard Berger  | Alain Prost      | McLaren - TAG Porsche | Resoconto |
| 13 | Gran Premio d'Italia           | Autodromo nazionale di Monza     | Teo Fabi      | Teo Fabi        | Nelson Piquet    | Williams - Honda      | Resoconto |
| 14 | Gran Premio del Portogallo     | Circuito di Estoril              | Ayrton Senna  | Nigel Mansell   | Nigel Mansell    | Williams - Honda      | Resoconto |
| 15 | Gran Premio de México          | Autodromo Hermanos Rodríguez     | Ayrton Senna  | Nelson Piquet   | Gerhard Berger   | Benetton - BMW        | Resoconto |
| 16 | Gran Premio d'Australia        | Circuito di Adelaide             | Nigel Mansell | Nelson Piquet   | Alain Prost      | McLaren - TAG Porsche | Resoconto |

## Classifiche

### Classifica Piloti
| Pos. | Pilota             |     |     |     |     |     |     |     |     |     |     |     |     |     |     |     |     | Punti   |
| ---- | ------------------ | --- | --- | --- | --- | --- | --- | --- | --- | --- | --- | --- | --- | --- | --- | --- | --- | ------- |
| 1    | Alain Prost        | Rit | 3   | 1   | 1   | 6   | 2   | 3   | 2   | 3   | 6*  | Rit | 1   | SQ  | 2   | 2   | 1   | 72 (74) |
| 2    | Nigel Mansell      | Rit | 2   | Rit | 4   | 1   | 1   | 5   | 1   | 1   | 3   | 3   | Rit | 2   | 1   | 5   | Rit | 70 (72) |
| 3    | Nelson Piquet      | 1   | Rit | 2   | 7   | Rit | 3   | Rit | 3   | 2   | 1   | 1   | Rit | 1   | 3   | 4   | 2   | 69      |
| 4    | Ayrton Senna       | 2   | 1   | Rit | 3   | 2   | 5   | 1   | Rit | Rit | 2   | 2   | Rit | Rit | 4*  | 3   | Rit | 55      |
| 5    | Stefan Johansson   | Rit | Rit | 4   | 10  | 3   | Rit | Rit | Rit | Rit | 11* | 4   | 3   | 3   | 6   | 12* | 3   | 23      |
| 6    | Keke Rosberg       | Rit | 4   | 5*  | 2   | Rit | 4   | Rit | 4   | Rit | 5*  | Rit | 9*  | 4   | Rit | Rit | Rit | 22      |
| 7    | Gerhard Berger     | 6   | 6   | 3   | Rit | 10  | Rit | Rit | Rit | Rit | 10  | Rit | 7   | 5   | Rit | 1   | Rit | 17      |
| 8    | Jacques Laffite    | 3   | Rit | Rit | 6   | 5   | 7   | 2   | 6   | Rit |     |     |     |     |     |     |     | 14      |
| 9    | Michele Alboreto   | Rit | Rit | 10* | Rit | 4   | 8   | 4   | 8   | Rit | Rit | Rit | 2   | Rit | 5   | Rit | Rit | 14      |
| 10   | René Arnoux        | 4   | Rit | Rit | 5   | Rit | 6   | Rit | 5   | 4   | 4   | Rit | 10  | Rit | 7   | 15* | 7   | 14      |
| 11   | Martin Brundle     | 5   | Rit | 8   | Rit | Rit | 9   | Rit | 10  | 5   | Rit | 6   | Rit | 10  | Rit | 11  | 4   | 8       |
| 12   | Alan Jones         | Rit | Rit | Rit | Rit | 11* | 10  | Rit | Rit | Rit | 9   | Rit | 4   | 6   | Rit | Rit | Rit | 4       |
| 13   | Johnny Dumfries    | 9   | Rit | Rit | NQ  | Rit | Rit | 7   | Rit | 7   | Rit | 5   | Rit | Rit | 9   | Rit | 6   | 3       |
| 14   | Philippe Streiff   | 7   | Rit | Rit | 11  | 12  | 11  | 9   | Rit | 6   | Rit | 8   | Rit | 9   | Rit | Rit | 5*  | 3       |
| 15   | Patrick Tambay     | Rit | 8   | Rit | Rit | Rit | Rit |     | Rit | Rit | 8   | 7   | 5   | Rit | NC  | Rit | NC  | 2       |
| 16   | Teo Fabi           | 10  | 5   | Rit | Rit | 7   | Rit | Rit | Rit | Rit | Rit | Rit | Rit | Rit | 8   | Rit | 10  | 2       |
| 17   | Riccardo Patrese   | Rit | Rit | 6*  | Rit | 8   | Rit | 6   | 7   | Rit | Rit | Rit | Rit | Rit | Rit | 13* | Rit | 2       |
| 18   | Christian Danner   | Rit | Rit | Rit | NQ  | Rit | Rit | Rit | 11  | Rit | Rit | Rit | 6   | 8   | 11  | 9   | Rit | 1       |
| 19   | Philippe Alliot    |     |     |     |     |     |     |     |     |     | Rit | 9   | Rit | Rit | Rit | 6   | 8   | 1       |
| -    | Thierry Boutsen    | Rit | 7   | 7   | 8   | Rit | Rit | Rit | NC  | NC  | Rit | Rit | Rit | 7   | 10  | 7   | Rit | 0       |
| -    | Derek Warwick      |     |     |     |     |     | Rit | 10  | 9   | 8   | 7   | Rit | NP  | Rit | Rit | Rit | Rit | 0       |
| -    | Jonathan Palmer    | Rit | Rit | Rit | 12  | 13  | Rit | 8   | Rit | 9   | Rit | 10  | Rit | Rit | 12  | 10* | 9   | 0       |
| -    | Huub Rothengatter  |     |     | Rit | NQ  | Rit | 12  | Rit | Rit | Rit | Rit | Rit | 8   | Rit | Rit |     | Rit | 0       |
| -    | Andrea De Cesaris  | Rit | Rit | Rit | NQ  | Rit | Rit | Rit | Rit | Rit | Rit | Rit | Rit | Rit | Rit | 8   | Rit | 0       |
| -    | Elio De Angelis    | 8   | Rit | Rit | Rit |     |     |     |     |     |     |     |     |     |     |     |     | 0       |
| -    | Marc Surer         | Rit | Rit | 9   | 9   | 9   |     |     |     |     |     |     |     |     |     |     |     | 0       |
| -    | Piercarlo Ghinzani | Rit | Rit | Rit | NQ  | Rit | Rit | Rit | Rit | Rit | Rit | Rit | 11  | Rit | Rit | Rit | Rit | 0       |
| -    | Allen Berg         |     |     |     |     |     |     | Rit | Rit | Rit | 12  | Rit | Rit |     | 13  | 16  | NC  | 0       |
| -    | Alessandro Nannini | Rit | Rit | Rit |     | Rit | Rit | Rit | Rit | Rit | Rit | Rit | Rit | Rit | NC  | 14  | Rit | 0       |
| -    | Alex Caffi         |     |     |     |     |     |     |     |     |     |     |     |     | NC  |     |     |     | 0       |
| -    | Ivan Capelli       |     |     |     |     |     |     |     |     |     |     |     |     | Rit | Rit |     |     | 0       |
| -    | Eddie Cheever      |     |     |     |     |     |     | Rit |     |     |     |     |     |     |     |     |     | 0       |
| Pos. | Pilota             |     |     |     |     |     |     |     |     |     |     |     |     |     |     |     |     | Punti   |

| Legenda | 1º posto     | 2º posto | 3º posto    | A punti         | Senza punti/Non class.  | Grassetto – Pole position Corsivo – Giro più veloce |
| Legenda | Squalificato | Ritirato | Non partito | Non qualificato | Solo prove/Terzo pilota | Grassetto – Pole position Corsivo – Giro più veloce |

* Indica quei piloti che non hanno terminato la gara ma sono ugualmente classificati avendo coperto, come previsto dal regolamento, almeno il 90% della distanza totale.
- Solo i migliori undici risultati erano conteggiati come punti: tra parentesi i punti reali fatti segnare dai piloti.

### Classifica costruttori
| Posizione | Costruttore              | Telaio            | Motore                     | Pneumatici | Punti | Vittorie | Podi | Pole position |
| --------- | ------------------------ | ----------------- | -------------------------- | ---------- | ----- | -------- | ---- | ------------- |
| 1         | Williams - Honda         | FW11              | Honda RA166E               | G          | 141   | 9        | 19   | 4             |
| 2         | McLaren - TAG Porsche    | MP4/2C            | TAG Porsche TTE PO1        | G          | 96    | 4        | 12   | 2             |
| 3         | Lotus - Renault          | 98T               | Renault EF15B              | G          | 58    | 2        | 8    | 8             |
| 4         | Ferrari                  | F1/86             | Ferrari 032                | G          | 37    |          | 5    |               |
| 5         | Ligier - Renault         | JS27              | Renault EF4B Renault EF15  | P          | 29    |          | 2    |               |
| 6         | Benetton - BMW           | B186              | BMW M12/13                 | P          | 19    | 1        | 2    | 2             |
| 7         | Tyrrell - Renault        | 014 015           | Renault EF4B Renault EF15  | G          | 11    |          |      |               |
| 8         | Lola Haas - Ford         | THL2              | Ford Cosworth GBA          | G          | 6     |          |      |               |
| 9         | Brabham - BMW            | BT54 BT55         | BMW M12/13                 | P          | 2     |          |      |               |
| 10        | Arrows - BMW             | A8 A9             | BMW M12/13                 | G          | 1     |          |      |               |
| 11        | Zakspeed                 | 861               | Zakspeed 1500/4            | G          |       |          |      |               |
| 12        | Osella - Alfa Romeo      | FA1/F FA1/G FA1/H | Alfa Romeo 890T            | P          |       |          |      |               |
| 13        | Haas Lola - Hart         | THL1              | Hart 415T                  | G          |       |          |      |               |
| 14        | AGS - Motori Moderni     | JH21C             | Motori Moderni Tipo 615-90 | P          |       |          |      |               |
| 15        | Minardi - Motori Moderni | M185B M186        | Motori Moderni Tipo 615-90 | P          |       |          |      |               |
| -         | RAM - Hart               | 03B               | Hart 415T                  | P          |       |          |      |               |
| -         | Ekström - Motori Moderni | Ekström GP86-01   | Motori Moderni Tipo 615-90 | P          |       |          |      |               |